# آرنی الیور
آرنی الیور (انگلیسی: Arnie Oliver؛ ۲۲ مهٔ ۱۹۰۷ – ۱۶ اکتبر ۱۹۹۳) یک بازیکن فوتبال اهل ایالات متحده آمریکا بود.